# Phyllogomphus pseudoccidentalis
Phyllogomphus pseudoccidentalis är en trollsländeart som beskrevs av John Lindley 1972. Phyllogomphus pseudoccidentalis ingår i släktet Phyllogomphus och familjen flodtrollsländor. IUCN kategoriserar arten globalt som livskraftig. Inga underarter finns listade i Catalogue of Life.